# Proporz
Le proporz (dérivé du latin proportio) désigne un système de gouvernance propre à la Deuxième République d'Autriche.
Il consiste en la répartition des fonctions gouvernementales et administratives en fonction de l'importance des différentes forces politiques, indépendamment de toute coalition gouvernementale.

## Historique

### Principe
Ce système est né au lendemain de la Seconde Guerre mondiale, afin de créer un gouvernement modéré et consensuel pour reconstruire le pays, éloigné du clanisme de la Première République. Il est intimement lié à l'idée de « grande coalition » (en allemand : Grosse Koalition) qui unit au pouvoir les deux principales forces politiques, le SPÖ et l'ÖVP.

### Dérives
Au fil des années, la répartition des fonctions s'est étendue aux principales responsabilités du secteur public, puis aux fonctions mineures. Le système a généré une forme de népotisme et de favoritisme, donnant aux adhérents des partis accès à de nombreux postes dans les services publics.
Cette dérive a entraîné, entre autres, l'essor du populisme d'extrême-droite représenté par le Parti de la liberté d'Autriche (FPÖ), qui critiquait les petits arrangements et la confiscation des pouvoirs publics pour les seuls intérêts partisans.

### Réformes
Peu à peu, ce système a été abandonné. Ainsi en janvier 2018, seuls les Länder de Basse-Autriche et Haute-Autriche continuent d'y avoir recours pour la constitution de leur gouvernement (en allemand : Landesregierung). Vienne a dû adopter une solution intermédiaire, car son statut de commune lui interdit d'y renoncer : tous les partis siègent au sein de l'exécutif mais seuls ceux qui font partie de la coalition au pouvoir exercent des responsabilités. La Carinthie est le dernier Land à y avoir renoncé, en 2017.